# Hatiorasläktet
Hatioriasläktet (Hatiora) är ett växtsläkte inom familjen kaktusar med uteslutande epifytiska arter. 

## Beskrivning
Hatiora är vanligtvis en mycket rikt grenad, upprättväxande buske. Då de veka stammarna slutligen når en längd av cirka 25 centimeter, böjer de sig. Dess blekgröna, cylindriska eller tillplattade stammar är uppdelade i ledstycken. Speciellt gäller detta om plantan har växt långsamt. De få areolerna har korta vita borst. Blommorna är trattformade och mindre än 1,3 centimeter i diameter. Färgen går från gult till rött och rosa. Frukterna är köttiga bär. 
Man kan ibland stöta på släktnamnet Hariota, men den korrekta stavningen är Hatiora. Hatiora förväxlas ofta med Schlumbergera, men detta släkte har zygomorfiska blommor med sammanväxta hylleblad som bildar ett rör. Hatiora-arterna har regelbundna blommor med nästan fria hylleblad.

## Förekomst
Hatiora är ett ganska dvärgväxande, epifytiskt släkte, hemmahörande i Brasiliens regnskogsområden.

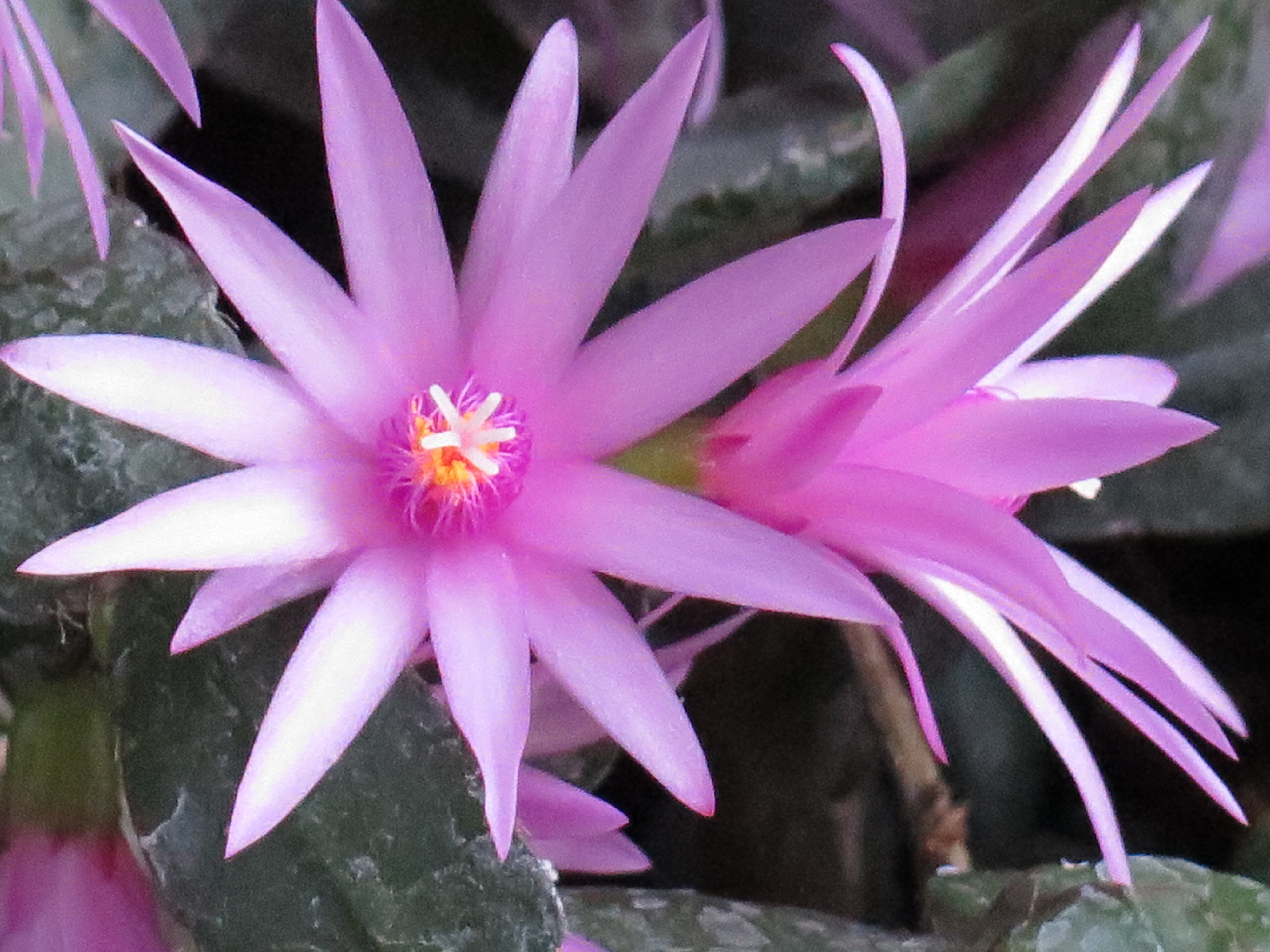
Hatiora rosea